# Арналдо Ортели
Арналдо Ортели (5. август 1913 — 27. фебруар 1986) био је швајцарски фудбалер који је играо на позицији одбрамбеног играча. Био је члан репрезентације Швајцарске на Светском првенству у фудбалу 1934. године. Свој једини наступ у репрезентацији одиграо је 1942. године. Такође је на клупском нивоу играо за Лугано.